# Vogue (singel Bedoesa i Lanka)
Vogue – utwór polskiego rapera Bedoesa oraz producenta Lanka, wydany w listopadzie 2019 roku przez wytwórnię SBM Label, pochodzący z albumu Opowieści z Doliny Smoków.
Nagranie uzyskało w Polsce certyfikat poczwórnie platynowej płyty, przekraczając liczbę 200 tysięcy sprzedanych kopii.
Utwór zdobył ponad 37 milionów wyświetleń w serwisie YouTube (2023) oraz ponad 43 milionów odsłuchań w serwisie Spotify (2023).
Producentem utworu jest również Lanek.

## Twórcy
- Bedoes, Lanek – słowa[1][2]
- Lanek – producent[1]

## Certyfikaty
| Kraj          | Certyfikat         | Sprzedaż |
| ------------- | ------------------ | -------- |
| Polska (ZPAV) | 4× platynowa płyta | 200 000+ |